# بوکو (سیگله)

بوکو شهری در شهرستان سیگله در استان بولکیمده در بورکینافاسوی غربی مرکزی است جمعیت آن ۱۰۲۴ نفر است.